# Georg af Klercker
Ernst Georg af Klercker (ur. 15 grudnia 1877 w Kristianstadzie, zm. 13 listopada 1951 w Malmö) – szwedzki reżyser, aktor i scenarzysta filmowy i teatralny.
Pochodził z arystokratycznej rodziny, którą bulwersowało jego zamiłowanie do sztuk widowiskowych. Po krótkim okresie pracy w sztokholmskim teatrze Dramaten zajął się kinem (niemym).
Pod presją sławy Victora Sjöströma i Mauritza Stillera (czyli tzw. szkoły szwedzkiej), w porównaniu z którymi był reżyserem znacznie bardziej ludycznym, rozrywkowym, mniej „ambitnym”, pamięć o nim na jakiś czas została przygaszona. Stan rzeczy zmienił się z chwilą, kiedy do jego filmów dotarł w archiwach Ingmar Bergman, który wyciągnął je znowu na światło dzienne. Bergman przekonał historyków kina o doniosłym znaczeniu af Klerckera dla historii szwedzkiej kinematografii, a jego film Zwycięstwo miłości z 1916 uznał za jeden z najwybitnieszych szwedzkich filmów niemych.
Ingmar Bergman uczynił go też bohaterem swojego dramatu Ostatni krzyk (Sista skriket), w którym af Klercker, jako artysta, który przegrał rywalizację ze Sjöströmem i Stillerem, błaga producenta Charlesa Magnussona o możliwość pracy.